# 宮崎道 (作曲家)
宮崎 道（みやざき みち）は、日本の作曲家。バンド「Elpis」のリーダーである。1967年生まれ。
父は作曲家の宮崎尚志。母はNHK『おかあさんといっしょ』番組開始時より眞理ヨシコと一緒にうたのおねえさんを担当した中野慶子。弟は音楽家の宮﨑歩。甥には俳優の志尊淳がいる。

## 主な作品
- The carp symphony 
（全5楽章・演奏時間約35分、渡邊一正、広島交響楽団により初演）[1]
- 作品No.2「春」イ長調 〜ぼくらのウォーゲーム!〜（映画『デジモンアドベンチャー ぼくらのウォーゲーム!』主題歌、歌：AiM）作曲、編曲
- 島谷ひとみ 「恋水-tears of love-」 （テレビドラマ『水曜ミステリー9』エンディング・テーマ）編曲（共作）
- CD付紙芝居 『クリスマスのできごと』（文：宮崎光、絵：きくちぶん）作曲
- 『中央競馬 ワイド中継・ハイライト』 番組タイトル曲、番組エンディングテーマ等
- 音楽DVD 『四季わらべうた』 音楽（共作）
- テレビ東京 『経営ウィークリー』テーマ曲作曲
- 無名時代には自主映画の製作にも携った経験がある。